# Maria Louise Denst

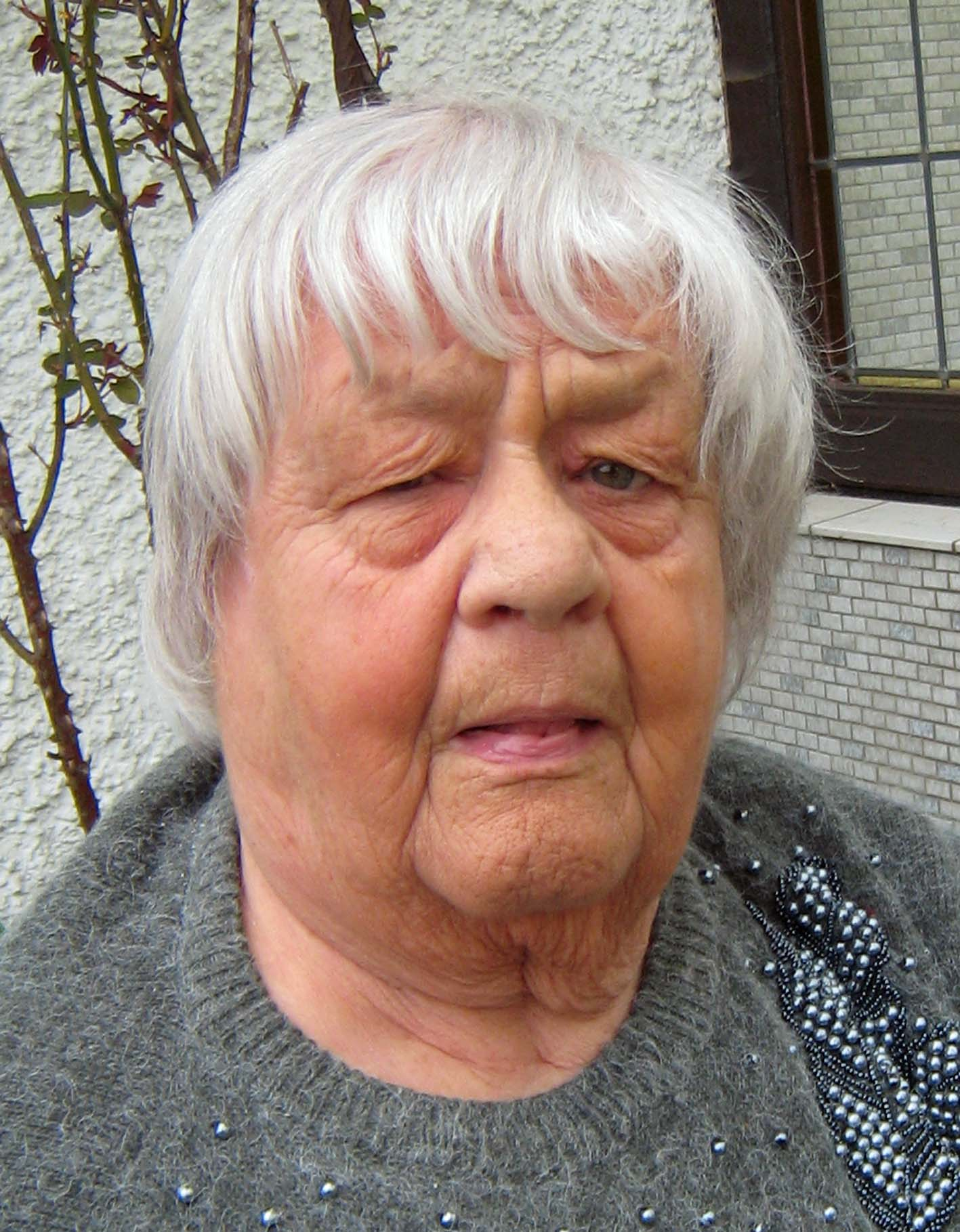
Maria Louise Denst

Maria Louise Denst (* 15. Februar 1932 in Kürten; † 12. Dezember 2016 ebenda) war eine deutsche Heimatforscherin und Mundartschriftstellerin. 

## Leben
Maria Louise Denst war verheiratet und hat zwei Kinder. Beruflich war sie als Postbeamtin tätig. Ihr besonderes Interesse galt der heimischen Mundart. Sie war Mitglied in der Gruppe Rheinische Mundartschriftsteller e. V. Köln. Das 427 Seiten starke Bergische Mundartwörterbuch für Kürten-Olpe und Umgebung hat sie in Rheinischer Dokumenta unter Beteiligung des ehemaligen Amtes für rheinische Landeskunde Bonn (heute: LVR-Institut für Landeskunde und Regionalgeschichte) geschrieben. Neben ihren eigenen Schriften hat sie zahlreiche Artikel zu den Themen Mundart und Heimatgeschichte verfasst, so in der Schriftenreihe Heimat zwischen Sülz und Dhünn, im Rheinisch-Bergischen Kalender, im Freilichtblick und in den Kürtener Schriften.

## Auszeichnungen
- Rheinlandtaler 1985